# Грб Јерменске ССР
Грб Јерменске ССР је настао из цртежа Мартирос Сергејевич Сарьян, познатог јерменског сликара и усвојен је 1937. од стране владе Јерменске ССР. Централни део на грбу заузима планина Арарат, национални симбол Јерменије. Грожђе које се налази у доњем делу грба представља, по Библији, први виноград који је Ноје направио након што је са својом арком доспео до Арарата. Поред грожђа ту су још и струкови пшенице, симболи природних ресурса Јерменије. У горњем делу грба су срп и чекић и црвена звезда иза њих. Око грба се налази натпис „Հայկական Սովետական Սոցիալիստական Հանրապետություն“ (Јерменска Совјетска Социјалистичка Република), а испод грба трака са мотом Совјетског Савеза „Пролетери свих земаља, уједините се“ написан на јерменском и руском језику.
Грб је био на снази до 1992, када је замењен данашњим грбом Јерменије.